# Орден преподобних Антонія і Феодосія Печерських

Орден преподобних Антонія і Феодосія Печерських I, II ступеня — для нагородження предстоятелів помісних церков, глав держав, єпископату, вищих державних та посадових осіб за особисті заслуги у справі розвитку та зміцнення міжцерковних відносин піднесення авторитету та ролі церкви в житті суспільства.

## Статут ордена преподобних Антонія і Феодосія Печерських
Орден преподобних Антонія і Феодосія Печерськнх є вищою відзнакою УПЦ МП, орден встановлено для нагородження Предстоятслям Помісних Церков, глав держав, єпископату, вищих державних та посадових осіб на відзнаку особистих заслуг у справі розвитку та зміцнення міжцерковних відносин піднесення авторитету та ролі Церкви в житті суспільства.
Нагородження орденом здійснюється за благословенням Предстоятеля УПЦ. Особі, нагородженій орденом, вручаються орден і грамота.
Нагородження вдруге, з врученням одного й того ж ордена одного й того ж ступеня, не проводиться.
Орденом нагороджуються громадяни України та іноземні громадяни.
Відзнака «Орден преподобних Антонія і Феодосія Печерських» має два ступені.
- орден «Орден преподобних Антонія і Феодосія Печерських» I ступеня,
- орден «Орден преподобних Антонія і Феодосія Печерських» II ступеня, Найвищим ступенем ордена є І ступінь.

Нагородження орденом проводиться послідовно, починаючи з II ступеня.
Нагородження проводиться за поданням правлячих архієреїв на ім'я митрополита Київського та всієї України.
Вносити пропозиції про нагородження орденом можуть також органи законодавчої, виконавчої та судової влади.
Рішення про нагородження приймається Комісією з нагороджень.
Вручення ордена проводиться в урочистій обстановці.
Орден, як правило, вручає Предстоятель УПЦ МП, або за його благословенням, єпархіальний архієрей. Орден носять з правого боку грудей. У випадку втрати (псування) ордена дублікат не видається.

## Опис
Орден І ступеня виготовляється з міді та покривається позолотою (товщина покриття — 0.2 мк). Відзнака має форму овальної багатопроменевої зірки, в центрі якої розміщено медальйон з рельєфним зображенням преподобних Антонія та Феодосія.
На кутах зірки — рельєфні зображення 4-х херувимів.
Медальйон та зображення херувимів покрито сріблом (товщина покриття — 9 мк). Медальйон оздоблено 24 стразами червоного кольору «під рубін». Зверху зірки розміщена металева стрічка з короною.
Корону увінчано маленьким хрестиком та прикрашено стразом червоного кольору «під рубін».
Верхню частину корони та металеву стрічку залито червоною емаллю. Нижню частішу корони залито білою емаллю. На зворотному боці — застібка для прикріплення ордена до одягу та виграніювано номер відзнаки. Розмір ордена — 50×75 мм, розмір медальйона — 33×36 мм.
Орден II ступеня виготовляється з міді та покривається сріблом (товщина покриття — 9 мк). Відзнака має форму овальної багатопроменевої зірки, в центрі якої розміщено медальйон з рельєфним зображенням преподобних Антонія та
Феодосія.
На кутах зірки — рельєфні зображення 4-х херувимів.
Медальйон та зображення херувимів покрито золотом (товщина покриття — 0,2 мк). Медальйон оздоблено 24 стразами синього кольору «під сапфір». Зверху зірки розміщена металева стрічка з короною.
Корону увінчано маленьким хрестиком та прикрашено стразом синього кольору «під сапфір».
Верхню частину корони та металеву стрічку залито синьою емаллю. Нижню частину корони залито білою емаллю. На зворотному боці — застібка для прикріплення ордена до одягу та вигравіювано номер відзнаки. Розмір ордена — 50×75 мм, розмір медальйона — 33×36 мм.

## Кавалери
Див.: Категорія:Кавалери ордена преподобних Антонія і Феодосія Печерських

### I ступеня
- Агафангел (Саввін)
- Володимир (Сабодан)
- Іоанникій (Кобзєв)
- Іонафан (Єлецьких)
- Йовбак Іван Іванович
- Никодим (Руснак)
- Ющенко Віктор Андрійович
- Варлаам (Гергель)

### II ступеня
- Августин (Маркевич)
- Варнава (Філатов)
- Варфоломій (Ващук)
- Василій (Златолинський)
- Іларіон (Шукало)
- Лазар (Швець)
- Литвиненко Михайло Семенович (2007)
- Нифонт (Солодуха)
- Олексій (Гроха)
- Остапчук Віктор Миколайович
- Серафим (Дем'янів)
- Сергій (Генсицький)